# خوسيه غارسيا (راكب الكنو)
خوسيه غارسيا هو راكب الكنو برتغالي، ولد في 10 فبراير 1964 في فيلا دو كوندي في البرتغال.

## وصلات خارجية
- خوسيه غارسيا على موقع أوليمبيديا (الإنجليزية)